# Svatopluk Buchta
Svatopluk Buchta (ur. 26 lutego 1966 w Brnie) – czechosłowacki kolarz torowy, dwukrotny medalista mistrzostw świata.

## Kariera
Pierwszy sukces w karierze Svatopluk Buchta odniósł w 1986 roku, kiedy wspólnie z Alešem Trčką, Pavlem Soukupem i Teodorem Černým zdobył złoty medal w drużynowym wyścigu na dochodzenie podczas mistrzostw świata w Colorado Springs. Na rozgrywanych rok później mistrzostwach świata w Wiedniu razem z Miroslavem Kunderą, Soukupem i Miroslavem Juněcem wywalczył w tej samej konkurencji brązowy medal. W 1988 roku brał udział w igrzyskach olimpijskich w Seulu, gdzie razem z kolegami zajął w tej konkurencji piątą pozycję, a na igrzyskach w Barcelonie reprezentanci Czechosłowacji z Buchtą w składzie zajęli ósme miejsce. Obecnie trenuje podopiecznych klubu Dukla Brno. Był dwunastokrotnym mistrzem Czechosłowacji.